# Османские военные реформы
Османские военные реформы начались сразу после Кючук-Кайнарджийского мира и закончились разгоном янычарского корпуса.
Их можно выделить в трёх периода в зависимости от султанов, стремившихся их реализовать — Абдул-Хамида I, Селима III и Махмуда II. Султан Мустафа IV остановил Низам-и Джедид учитывая то что, как он пришел к власти в результате второго индицента в Эдирне и восстание ямаков, но после его смерти они продолжили завершаться созданием современной Греции и сербской автономии в результате Эдирненского мирного договора.